# Linnaeuskadespoorbrug
De Linnaeuskadespoorbrug is een spoorbrug in Amsterdam.
Ze is gelegen in Spoorlijn Amsterdam - Zutphen en voert over de Linnaeuskade, de zuidelijke oever van de Ringvaart Watergraafsmeer, dat hier een fietspad is. Voor de overspanning van de Ringvaart werd een aparte spoorbrug gebouwd; deze bleef naamloos.  
De eerste spoorbrug werd op kosten van de Hollandsche IJzeren Spoorweg-Maatschappij aangelegd rond 1874 in het kader van de aanleg van hun Oosterspoorweg. Die brug lag alleen nog over de ringvaart zelf. Deze spoorweg lag nog op maaiveldniveau, dus bij elke kruising met een straat was er een oversteek van verkeer. Ter plaatse was aan de zuidkant van de ringvaart een oversteek gemaakt. Al die overgangen leidden tot gevaarlijke situatie, ongelukken en oponthoud. In het kader van de Spoorwegwerken Oost werden in de jaren dertig de sporen op een dijklichaam geplaatst. Ook de stations kwamen op het dijklichaam te liggen, zo ook Station Amsterdam Muiderpoort. De brug ligt ongeveer 200 meter ten zuiden van genoemd station, de brug moest dus mee de hoogte in. Er kwamen vervolgens twee overspanningen, een over de ringvaart die enigszins noordwaarts werd opgeschoven en een over de weg van de Linneauskade die naar het zuiden verlegd werd. De ringvaart werd voor die werkzaamheden afgedamd, waarbij het treinverkeer over de dam werd voortgezet.
Direct ten zuiden van de brug ligt het Rangeerterrein Watergraafsmeer.
De brug kreeg in november 2017 haar naam. Bijna alle spoorbruggen in Amsterdam kregen toen hun naam, vaak verwijzend naar de straat waarover de spoorbrug voer. Ze brug werd daarmee indirect vernoemd naar Carl Linnaeus.

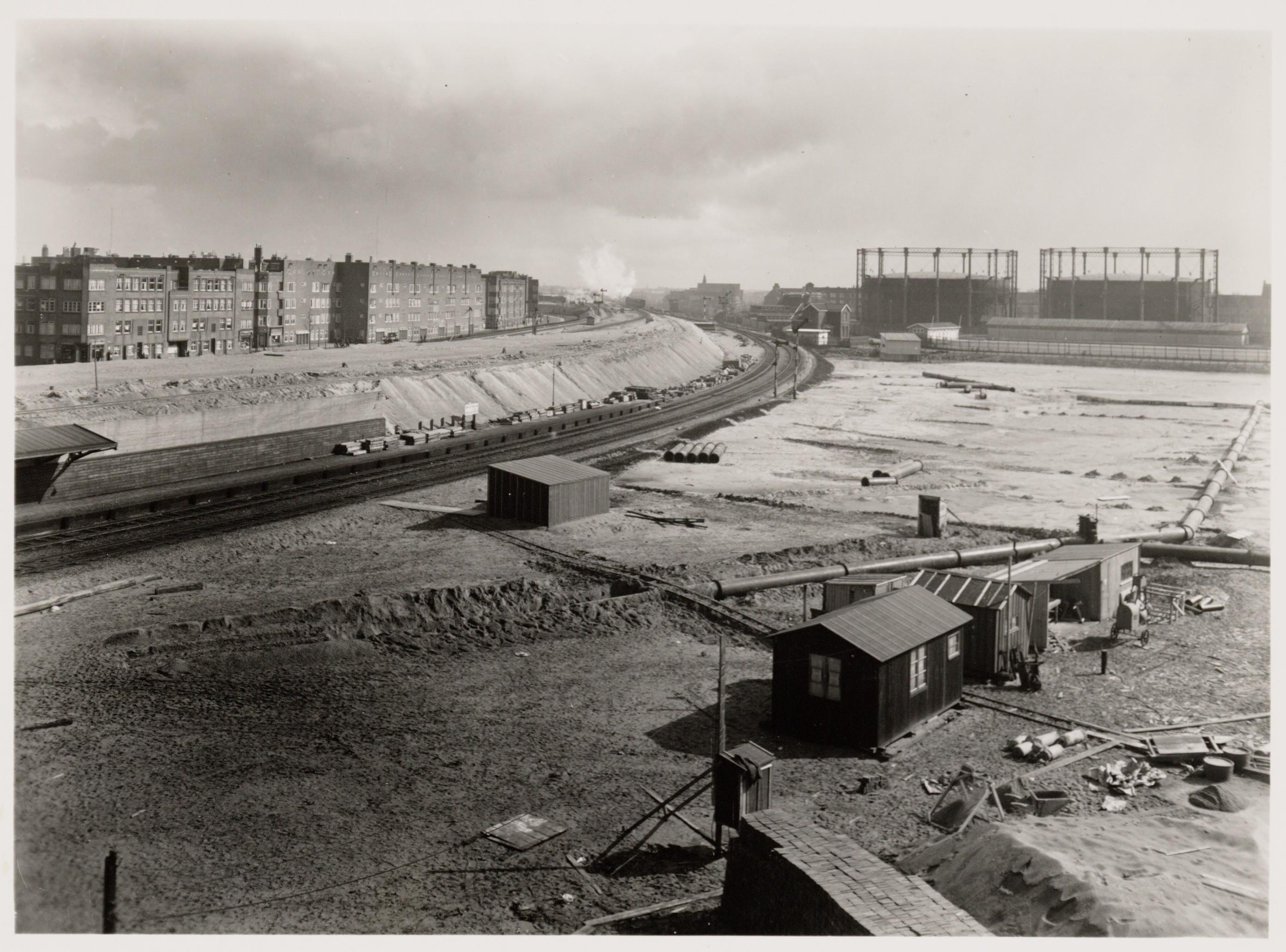
Het traject ten zuiden van het Muiderpoortstation in april 1937; de bruggen liggen iets verder dan de gashouders
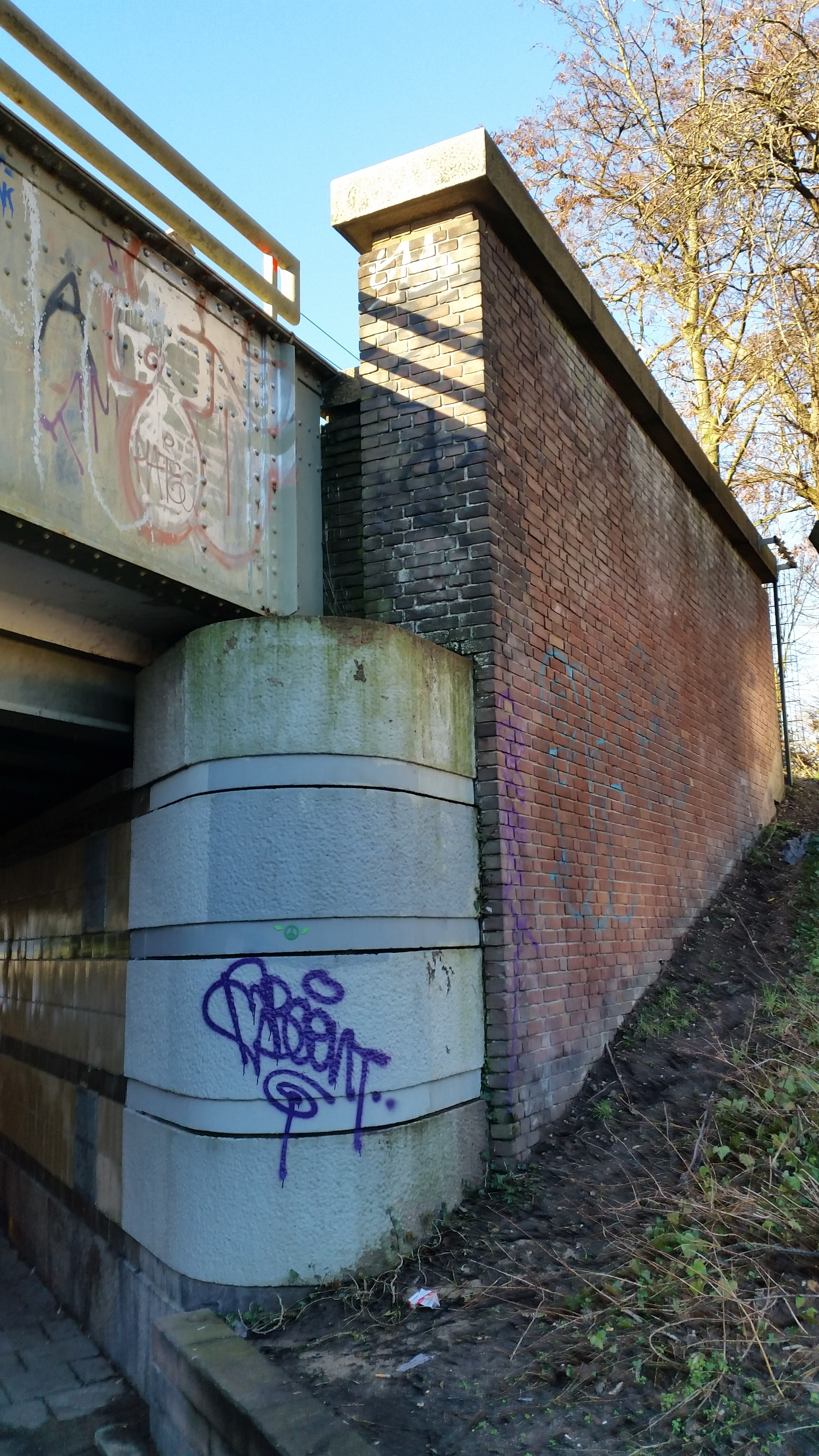
Landhoofd van de Linnaeuskadespoorbrug (februari 2019)
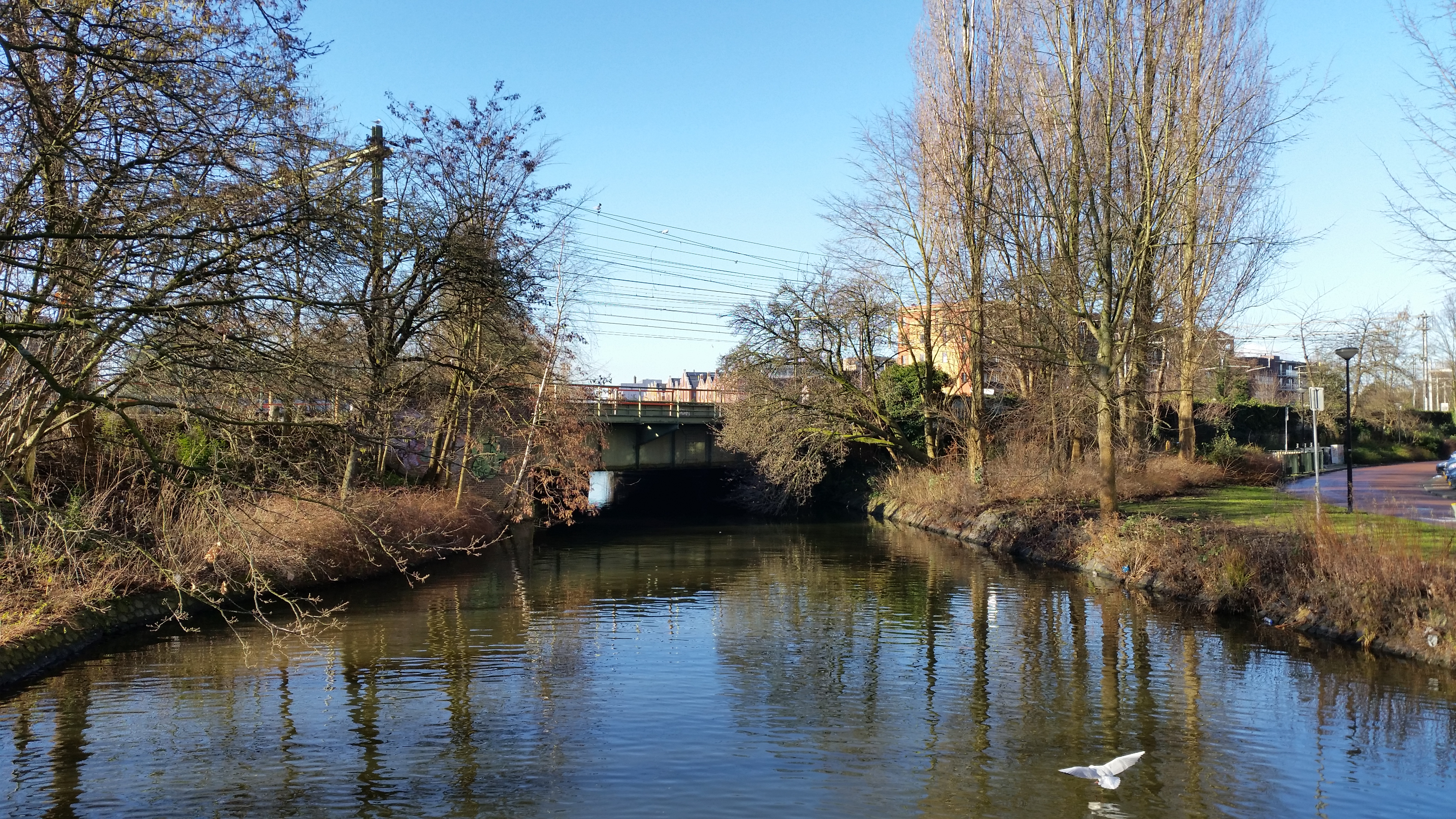
De nabijgelegen spoorbrug over de Ringvaart (februari 2019)

Abcouderpadspoorbrug ·
AMC-Padspoorbrug ·
Amstelveensewegspoorbrug ·
Anderlechtspoorbrug ·
Arlandaspoorbrug ·
Basiswegspoorviaduct Oost ·
Basiswegspoorviaduct West ·
Beethovenspoorbrug ·
Ben Viljoenspoorbrug ·
Beukenwegspoorbrug ·
Bonispoorbrug ·
Bos en Lommerspoorbrug ·
Spoorbrug in de Burgemeester Stramanweg · 
Bullewijkspoorbrug ·
Carrascospoorviaduct ·
Celebesspoorbrug ·
Comeniusspoorbrug ·
Czaar Peterspoorbrug ·
Cruquiusspoorbrug ·
Dalsteinbrug ·
Domselaerspoorbrug ·
Erasmusspoorbrug ·
Europaboulevardspoorbrug ·
Frans de Wollantsspoorbrug ·
Gaasperdammerspoorbrug ·
Haarlemmerwegspoorbrug ·
Heemstedespoorbrug ·
Hemsterhuisspoorbrug ·
Henk Sneevlietspoorbrug ·
Hoogoorddreefspoorbrug ·
Houtmanspoorbrug ·
Houttuinenspoorbrug ·
Insulindespoorbrug ·
Jan Evertsenspoorbrug ·
Jan van Galenspoorbrug ·
Johan Huizingaspoorbrug ·
Kabelwegspoorbrug ·
Karspeldreefspoorbrug ·
Kastrupspoorbrug ·
Kattenburgerspoorbrug ·
Korte Prinsengrachtspoorbrug ·
Kruislaanspoorbrug ·
Lelylaanspoorbrug ·
Linnaeuskadespoorbrug ·
Linneausstraatspoorbrug ·
Meibergpadspoorbrug ·
Molukkenspoorbrug ·
Mr. Treubspoorbrug ·
Museumlijnspoorbrug ·
Nieuwegeinspoorbrug ·
Nieuwe Haagsespoorbrug ·
Noordzeewegspoorbrug ·
Omvalspoorbrug ·
Oostertoegangsspoorbrug ·
Oosterdoksspoorbrug ·
Overbrakerspoorbrug ·
Overzichtspoorbrug ·
Pablo Nerudaspoorbrug West ·
Pablo Nerudaspoorbrug Oost ·
Parnassusspoorbrug ·
Piarcospoorviaduct ·
Pieter Calandspoorbrug ·
Planciusspoorbrug ·
Ringdijkspoorbrug ·
Robert Fruinspoorbrug ·
Rozenoordspoorbrug ·
Schinkelspoorbrug ·
Seinewegspoorbrug Noord ·
Seinewegspoorbrug Zuid ·
Sloterdijkerwegspoorweg ·
Solitudolaanspoorbrug ·
Spaarndammerspoorbrug ·
Strandvlietspoorbrug ·
Tafelbergspoorbrug ·
Tjepmaspoorbrug ·
Transformatorwegspoorbrug ·
Van Swindenspoorbrug ·
Vlaardingenspoorbrug ·
Westerdoksdijkspoorbrug ·
Westertoegangsspoorbrug ·
Wibautspoorbrug ·
Wiltzanghspoorbrug ·
Wijttenbachspoorbrug ·
Zaandijkspoorbrug ·
Zaventemspoorbrug ·
Zeeburgerdijkspoorbrug ·
Zeeburgerpadspoorbrug